# Шипшина кринкська
Шипши́на кри́нкська (Rosa krynkensis) — багаторічна рослина родини розових. Вузький ендемік України, регіонально рідкісний вид, занесений до Червоної книги Донецької області.

## Опис
Прямостоячий, слабо розгалужений кущик 15-20 см заввишки, завдяки численним довгим кореневищним пагонам утворює невеликі зарості. Стовбури й гілки вкриті зеленувато-сірою корою, шипи та щетинки відсутні. Листки складні, утворені з п'яти широкоовальних або яйцеподібних листочків, волосисті на поверхні, 10-25 мм завдовжки, 8-17 мм завширшки; простозубчасті по краях, верхівка тупа; вісь листка густо волосиста з домішкою рідких залозок та шипиків.
Квітки рожевого кольору, поодинокі, квітконіжки залозисто-щетинисті 10-15 мм завдовжки. Чашолистки 12-18 мм завдовжки, пірчасті, зовні і по краю залозисті, при достиганні плодів спрямовані униз, відпадають. Плід — яйцеподібний голий гіпантій до 1,5 см завдовжки, з рідкими залозками біля основи.

## Екологія та поширення
Квітне у травні. Плодоносить у серпні — вересні. Зростає в кам'янистому степу та на відслоненнях пісковику на схилах південної експозиції.
Вузьколокальний східноєвропейський ендемік, який зростає лише в басейні річки Кринка.

## Статус виду
Популяції шипшини кринкської дуже нечисленні через видобування каменю, випасання худоби, рекреацію, збирання плодів населенням.
Вид включений до Червоної книги Донецької області, входить до офіційного переліку регіонально рідкісних рослин Донецької області.
Охороняється в регіональному ландшафтному парку «Донецький кряж». Вирощується в Донецькому ботанічному саду НАН України з 1994 р.

## Систематика
Шипшина кринкська вперше була описана українським ботаніком Володимиром Михайловичем Остапко в «Ботанічному журналі» в 1991 р.
Шипшина — один з найбільш поліморфних, важких для вивчення родів. Точне число видів шипшини поки ще не встановлено у зв'язку з тим, щоще не вироблені критерії для розрізнення надзвичайної безлічі перехідних форм. Існуючі протиріччя в систематиці цього роду не були вирішені і з привнесенням в неї молекулярно-генетичних методів. Немає єдиної думки щодо положення у класифікації роду й виду Rosa krynkensis. Деякі систематики розглядають цей вид як синонім шипшини карликової (Rosa pygmaea M.Bieb.)., інші — як синонім шипшини французької (Rosa gallica L.).
Сам автор опису цього виду описував його як новий для науки вид Rosa krynkensis Ostapko — низький прямостоячий чагарничок, що належить до підсекції Tundzillae секції Caninae, де близький до шипшини сланцевої (Rosa schistosa Dubovik), від якої відрізняється опушеним (а не голим) листям, відсутністю шипів на гілках і слабоволосистими (а не білошерстистими) приймочками.